# George O'Hara (acteur)
George O'Hara (New York, 22 februari 1899 – Los Angeles, 16 oktober 1966) was een Amerikaanse filmacteur en scenarioschrijver in het tijdperk van de stomme film. O'Hara werd door producent en regisseur Mack Sennett onder zijn hoede genomen waardoor zijn carrière een enorme boost kreeg. Hij schitterde in 1920 in de romantische film Love, Honor and Behave!, waarin de in die tijd zeer populaire actrice Marie Prevost zijn tegenspeelster was. 
Met de opkomst van de geluidsfilms verbleekte de ster van O'Hara, die opzij werd geschoven ten gunste van de nieuwe generatie. In 1939 en later probeerde O'Hara een comeback te maken, maar dit werd geen succes. Zijn naam werd vaker niet meer op de aftiteling gezet. Hij stierf in 1966 aan de gevolgen van kanker.

## Filmografie
- The Speakeasyited, (1919, niet op aftiteling)
- A Kitchen Cinderella, (1920)
- The Gingham Girlited, (1920, niet op aftiteling)
- Great Scott! (as George Bolger), (1920)
- His Youthful Fancy, (1920)
- Movie Fans, (1920)
- Love, Honor and Behave!, (1920)
- Dabbling in Art, (1921)
- A Small Town Idol, (1921)
- Call a Cop, (1921)
- Queenie, (1921)
- Bright Eyes, (1922)
- The Duck Hunter, (1922)
- The Crossroads of New York, (1922)
- Shirley of the Circus, (1922)
- The Knight in Gale, (1923)
- The Knight That Failed, (1923)
- Six Second Smith, (1923)
- Two Stones with One Bird, (1923)
- Some Punches and Judy, (1923)
- Gall of the Wild, (1923)
- The End of a Perfect Fray, (1923)
- When Gale and Hurricane Meet, (1923)
- Judy Punch, (1923)
- So This Is Hollywood, (1923)
- She Supes to Conquer, (1923)
- Long Live the Ring, (1923)
- The Three Orphans, (1923)
- Taming of the Shrewd, (1923)
- The Wages of Cinema, (1923)
- A Comedy of Terrors, (1923)
- One Cylinder Love, (1923)
- Merchant of Menace, (1923)
- A Midsummer Night's Scream, (1923)
- Babes in Hollywood, (1923)
- Beauty and the Feast, (1923)
- When Knighthood Was in Tower, (1924)
- Listen Lester, (1924)
- Getting Going, (1924)
- In the Knicker Time, (1924)
- And Never the Trains Shall Meet, (1924)
- Darwin Was Right, (1924)
- A Kick for Cinderella, (1924)
- Fire When Ready, (1924)
- Fighting Blood, (1924)
- A Miss in the Dark, (1924)
- The Going of Cumming, (1924)
- Who's Hooligan?, (1924)
- Playing with Fire, (1925)
- The Sleeping Cutie, (1925)
- Ain't Love Grand?, (1925)
- The Way of a Maid, (1925)
- Welcome Granger, (1925)
- The Pacemakers, (1925)
- He Who Gets Rapped, (1925)
- Merton of the Goofies, (1925)
- The Great Decide, (1925)
- The Fast Male, (1925)
- The Covered Flagon, (1925)
- Madam Sans Gin, (1925)
- Three Bases East, (1925)
- The Merry Kiddo, (1925)
- What Price Gloria?, (1925)
- Barbara Snitches, (1925)
- Don Coo Coo, (1925)
- Miss Me Again, (1925)
- Is That Nice?, (1926)
- The Sea Beast, (1926)
- Casey of the Coast Guard, (1926)
- Why Girls Go Back Home, (1926)
- Bigger Than Barnum's, (1926)
- Going the Limit, (1926)
- The False Alarm, (1926)
- The Timid Terror, (1926)
- California or Bust, (1927)
- Burnt Fingers, (1927)
- Yours to Command, (1927)
- Ladies Beware, (1927)
- Pirates of the Pines, (1928)
- Jesse James, de wreker, (1939)
- News Is Made at Night, (1939)
- The Honeymoon's Over, (1939)
- The Grapes of Wrath, (1940)
- The Cowboy and the Blonde, (1941)
- Cadet Girl, (1941)
- Remember the Day, (1941)
- The Dolly Sisters, (1945)
- Colonel Effingham's Raid, (1946)

### als scenarioschrijver
- Beau Broadway, (1928)
- Honeymoon, (1928)
- A Single Man, (1929)
- Side Street, (1929)
- Night Parade, (1929)
- The Bullfighters, (1945)